# Fessevillers
Fessevillers är en kommun i departementet Doubs i regionen Bourgogne-Franche-Comté i östra Frankrike. Kommunen ligger i kantonen Maîche som tillhör arrondissementet Montbéliard. År 2022 hade Fessevillers 159 invånare.

## Befolkningsutveckling
Antalet invånare i kommunen Fessevillers
Referens:INSEE